# Rhinocerotinae
A Rhinocerotinae az emlősök osztályába a páratlanujjú patások rendjébe és a orrszarvúfélék családjába tartozó alcsalád.

## Rendszerezés
Az alábbi taxonok tartoznak ide:
- Rhinocerotinae
  - †Chilotheridium 23,03–11,610 Ma - kora és középső miocén
  - †Dromoceratherium 15,97–7,25 Ma - középső miocén
  - †Hoploaceratherium 16,9–16,0 Ma - középső miocén
  - †Mesaceratherium
  - †Proaceratherium 16,9–16,0 Ma - középső miocén
  - †Sinorhinus
  - †Subchilotherium
- Teleoceratini
  - †Aprotodon 28,4–5,330 Ma - középső oligocén - kora pliocén
  - †Brachydiceratherium
  - †Brachypodella
  - †Brachypotherium 20,0–5,33 Ma - kora miocén - kora pliocén
  - †Diaceratherium 28,4–16,0 Ma - középső oligocén - középső miocén
  - †Prosantorhinus 16,9–7,25 Ma - középső miocén
  - †Shennongtherium
  - †Teleoceras 16,9–4,9 Ma - középső miocén - kora pliocén
- Rhinocerotini 40,4–11,1 Ma - középső eocén - középső miocén
  - †Gaindatherium 11,61–11,1 Ma - középső miocén
  - †Punjabitherium
  - Rhinoceros
- Dicerorhinini 5,330–0,011 Ma - késő miocén - késő pleisztocén
  - †Coelodonta - késő pliocén - holocén
  - Dicerorhinus 23,030–jelen
  - †Dihoplus 11,610–1,810 Ma - középső miocén - kora pleisztocén
  - †Lartetotherium 15,97–8,7 Ma - középső miocén
  - †Stephanorhinus 9,7–0,126 Ma - középső miocén - pleisztocén